# Heavenbound
Heavenbound è un videogioco sviluppato dall'austriaca Cosmos Designs e pubblicato nel 1994 per Commodore 64, quando la vita commerciale di quel computer era ormai al termine. È un videogioco a piattaforme a scorrimento verticale, con protagonista un piccolo elefante rosa che sale verso il cielo; il titolo è traducibile come "diretto in paradiso" ed è anche il titolo di una canzone dei DC Talk il cui testo viene citato nella schermata iniziale.
Era previsto per il 1996 un seguito a scorrimento orizzontale, Lord Mc Sun, che però non venne mai completato.

## Modalità di gioco
Il giocatore controlla l'elefante T-Fant in un ambiente a scorrimento verticale verso l'alto, con visuale di profilo. La grafica è cartonesca e le piattaforme sono costituite da piccole nuvole solide e da sporgenze di terra con vegetazione ai lati dello schermo. Le nuvole oscillano continuamente, ciascuna in modo diverso, e andando avanti utilizzarle diventa sempre più difficile, sia come agilità che come rompicapo.
Non ci sono livelli, lo scopo è arrivare al paradiso in cima al percorso. Quando T-Fant cade, lo scorrimento può anche andare verso il basso e si ritorna indietro, perdendo il progresso accumulato; le cadute da qualsiasi altezza non sono di per sé letali, a meno che si precipiti nella voragine a inizio percorso. 
Lungo il percorso si incontrano creature nemiche sotto forma di vari tipi di mostricciattoli colorati, poggianti sulle piattaforme oppure volanti. Il contatto con i nemici, alcuni dei quali lanciano anche proiettili, riduce rapidamente la propria barra di energia. L'esaurimento dell'energia oppure del tempo a disposizione causa la perdita di una vita.
T-Fant può camminare in orizzontale, saltare, cambiare la traiettoria anche mentre è in aria, e sparare proiettili in orizzontale per eliminare i nemici. Alcune delle creature eliminate rilasciano power-up che si possono raccogliere per ottenere più tempo, più potenza di fuoco o la capacità di saltare più in alto.
In particolare è indispensabile trovare periodicamente i bonus di tempo, dato che si dispone inizialmente di un solo minuto per completare l'intero gioco.